# Mikroorganizmy efektywne
Efektywne Mikroorganizmy, EM (z ang. effective microorganisms) – termin oznaczający zespół mikroorganizmów (bakterii, grzybów) występujących w naturze, pozostających wzajemnie w bliżej nieokreślonym stanie równowagi i poprzez sam ten fakt niezbędnych rzekomo do prawidłowego funkcjonowania organizmów wyższych. Koncepcja EM została opracowana przez prof. Teruo Higa (jap. 比嘉照夫) z Wydziału Rolnego Uniwersytetu Ryukyus (jap. 琉球大学) na Okinawie i opisana w książce Rewolucja w ochronie naszej planety.
Obserwacje działania EM w ekosystemach naturalnych stworzyła podwaliny tzw. „technologii EM”. Przeznaczeniem produktów opartych na technologii EM jest szeroko rozumiana ochrona środowiska naturalnego. Technologia EM propagowana jest na świecie przez EMRO, a w Polsce przez Greenland Technologia EM, a także przez PHU Eko-Agrotech
W skład mieszanki EM wchodzi około 80 gatunków mikroorganizmów, m.in. bakterie kwasu mlekowego, bakterie propioniowe, bakterie fotosyntetyzujące, bakterie azotowe, drożdże oraz promieniowce, wyselekcjonowanych ze środowiska naturalnego, a także pośród szczepów bakteryjnych wykorzystywanych w przemyśle mleczarskim i serowarskim. Wiele z tych gatunków od dawna znajduje zastosowanie w medycynie i przemyśle spożywczym.